# Олесь Вахній
Олекса́ндр Віта́лійович Вахні́й (Оле́сь Вахні́й, *13 квітня 1971, Черкаси) — український журналіст, письменник, публіцист, скандально відомий політик та громадський діяч праворадикального спрямування. Вважається одним з очільників українських скінхедів.

## Біографія
Народився 13 квітня 1971 року в м. Черкаси в родині українських інтелігентів. Батько — викладач філософії в Черкаському філіалі Київського політехнічного інституту. За принципове викладання предмета українською мовою зазнавав утисків від КДБ та керівництва закладу. Мати — вчителька української мови та літератури.
1978—1984 рр. — навчання в Черкаській середній школі № 1. За «прояви націоналізму» батьки змушені були перевести Олеся до середньої школи № 5. 1986—1990 рр. — навчання в Черкаському державному музичному училищі ім. С. С. Гулака-Артемовського, кафедра духових і ударних інструментів.
У 1990 році вступив до СНУМ — організації, з появи якої почалося відродження СУМу на теренах України. Здобув авторитет у націоналістичних колах безкомпромісним відстоюванням засад націоналістичного світогляду — як у теорії, так і на практиці. Один з авторів сумівського квартальника «Наш Клич».
Відомий своєю діяльністю по зачистці вулиць українських міст і сіл від «пам'яток» тоталітарного минулого. Зокрема, влітку 1991 року Олесь Вахній власноручно знищив гранітну табличку московському цареві Петру Романову (Петру Першому) на будинку (Поділ, м. Київ), у якому той, можливо, перебував в 1709 році. 8 лютого 1993 р. члени Київської СУМ на чолі з Олесем Вахнієм на станції Боярка здійснили частковий демонтаж пам'ятника Леніну. Ініціював «націоналістичний суботник», у часі якого він особисто й гурт СУМівців знищили цілковито пам'ятник Володимиру Леніну біля профтехучилища по вул. Щусєва та пошкодили два пам'ятники в Дарницькому районі м. Києва. У травні 1993 року зорганізував виїзд гурту молоді у м. Васильків Київської області, де також був ушкоджений пам'ятник Леніну (унаслідок ушкодження міська влада змушена була ухвалити рішення про демонтаж решток і встановлення на тому місці пам'ятника Тарасові Шевченку). Власноручно демонтував гранітні меморіальні таблички діячам комуністично-більшовицького руху (Йоні Якіру, Іванову, Довнар-Запольському, Вєтрову). 3 лютого 1995 року СУМівці на чолі з Олесем Вахнієм зруйнували пам'ятник «вождеві світового пролетаріату» в Клавдієво-Тарасовому на Київщині.
- 1993—1995 роки — голова Київської СУМ.
- 1995—1998 роки — лідер Київського осередку Соціал-національної партії України[5].

Активне залучення під час головування у Київській СНПУ Олеся Вахнія до лав партії київських скінхедів спричинило розтиражований пресою стереотип про нього як очільника (одного з очільників, координатора) цього руху.

### За ґратами
|  | Я не соромлюся брати приклади з тих організацій, які діяли в минулому, або тих, які успішно діють сьогодні… Враховуючи те, що нинішня влада ігнорує звернення чесних громадян, ігнорує парламентські методи боротьби, ігнорує цивілізоване відстоювання власних поглядів, ми вимушені йти на застосування і т.зв. силових заходів. Тому повинні існувати середовища, готові в будь-яку хвилину стати на захист потреб українського народу… |

У липні 1998 року Олесь Вахній заарештований за звинуваченнями у погромі офісу КВУ — організації, яку він вважає «групою молодих пристосуванців», винною в маніпулюванні громадською думкою в часі парламентських виборів 1998 р. на користь своїх фінансистів з-за меж України (США). Провів в ув'язненні чотири роки й понад дев'ять місяців. Відбував покарання у Черкаській виправній колонії № 62. Завдяки музичній освіті й непоганим організаторським здібностям отримав посаду завгоспа клубу установи[джерело?]. Керував хором ув'язнених у церкві Євангельських Християн-Баптистів.
У січні 2004 року був заарештований за звинуваченням у розбійному нападі. Під час судового розгляду з'ясувалося, що «потерпілі» є інформаторами Служби безпеки. Улітку 2005 року був звільнений судом з-під варти. Ув'язнення відбував у Лук'янівській в'язниці. Наприкінці 2008-го вже перекваліфіковану справу за фактом нібито пограбування було закрито з формулюванням «за відсутністю доказів».
У травні 2007 року був заарештований Печерським райуправлінням МВС і звинувачений в побитті працівника єгипетського посольства. Під час суду працівники МВС не надали жодних доказів причетності Олеся до даного обвинувачення, і справу було закрито з формулюванням «за відсутністю в діях складу злочину».
16 травня 2012 року гурт патріотично налаштованої молоді вдався до показового закриття зали ігрових автоматів поблизу станції метро «Святошин» (м. Київ). Наступного дня в помешканні, де Олесь мешкав, відбувся обшук, який згодом, під час судового розгляду, був визнаний незаконним й таким, що не може слугувати доказом. Дії Вахнія, котрий здійснював керівництво «акцією» під час знищення ігрових автоматів, трактували грабунком. Під час доправлення до райвідділу Вахній на ходу вистрибнув із машини й утік. Після оголошення в розшук зумів подати до МВС скаргу на ім'я тогочасного очільника МВС Віталія Захарченка, у якій виклав власне бачення події й стверджував, що дана справа є «політично мотивованою». У січні 2015 року «Ухвалою» Святошинського суду м. Києва Олександр Вахній був цілковито виправданий.
У квітні 2014 року в приміщенні Святошинського суду м. Києва був затриманий бійцями спецпідрозділу «Сокіл» й звинувачений в побитті й погрозі вбивством працівникові Святошинської прокуратури м. Києва Валентину Брянцеву. У лютому 2015 року Святошинський суд м. Києва визнав Олеся Вахнія винним в інкримінованих діях, але «Ухвалою» Апеляційного суду м. Києва в травні 2016 року вирок було скасовано й направлено на повторний розгляд до суду першої інстанції.
15 вересня 2022 року на конкурсі «Читаю Імена 2022», що відбувся у Луцьку, здобув 1-ше місце за найкращу рецензію творів Івана Корсака. Нагородження відбулося в «Центрі сучасного українського мистецтва Корсаків».

### Банани проти нелегалів та наркотиків
У другій половині 2000-х років Олесь Вахній був активним учасником ряду масових акцій, спрямованих, зокрема, проти нелегальної міграції та проведення у Києві «конопляних маршів».
22 березня 2007 року під час пресконференції, присвяченої «Маршу проти расизму», кинув в'язку бананів у Сандея Аделаджу після того, як охорона не дозволила йому зробити це безпосередньо. Аделаджа написав заяву до правоохоронних органів, і цей демарш коштував Олесю Вахнію 15 діб адмінарешту.
Вахній підтримує зв'язки з партіями СПАС (іноді виступає її представником) та «Братство» (зокрема, учасник установчого з'їзду «Русских за УПА», Маршу на честь УПА 18 жовтня 2008 року, Контрсистемного клубу).

## Галерея

Олесь Вахній та Олена Білозерська
Олесь Вахній, Юрій Шухевич, Петро Хмарук

## Творчий доробок

### Книга
У 2004 році в Лук'янівській в'язниці Олесь Вахній написав книгу «Від дзвоника до дзвоника, або Поради „закононеслухняним“» (Київ, 2006).

### Деякі статті

#### Газета«Персонал Плюс»
- Паразити свідомості
- Русини Закарпаття
- На маргінесі подій

#### Інші видання
- Хто я і чого прагну[недоступне посилання з липня 2019]
- Сокира Перуна
- Ганебні пертурбації[недоступне посилання з липня 2019]
- Пророцтва Шевченка
- «Старе» й «нове» у світогляді

#### Відеоматеріали з youtube каналу
- Член Проводу Чесного слова О. Вахній про етнорасових чужинців
- Олесь Вахній про гральний бізнес в Україні та його «кришу»
- Сепаратист Дульський пропонував націоналістам гроші за картинку зля рос. ЗМІ
- Олесь Вахній про свою боротьбу з системою. Літо 2015 року
- Нерадісні враження від «херсонської газети»
- Звіт колишнього помічника, колишнього народного депутата

## Цитати

### Про Україну
|  | Я — українець. І мені не байдуже, що відбувається в Україні. Мої предки витворили феноменальний пласт культури. Я маю обов’язок зберегти її, удосконалити й передати нащадкам. Логіка свідчить, що таким чином удосконалюється нація й уся цивілізація. Я не хочу стати часткою безликої маси, мені боляче споглядати на деградацію та духовне зубожіння. Я не зашорений ксенофоб, але небайдужість до долі рідного народу зобов’язує до адекватної реакції на зневагу… |

### Про Росію
|  | … нинішня Росія цілком інакша, аніж її попередниця часів п'янички імператора і нівелюючого людську та національну гідність комунізму. Часткова втрата підконтрольних територій і поневолених народів (країн соціалістичного табору та союзних республік) для одних виявилася шоком, а для інших — нагодою тверезо поглянути на дійсність і заперечити пущену в світ Філофеєм побрехеньку про «богообраність Росії» та «московський третій Рим». |